# کنفرانس گوادلوپ

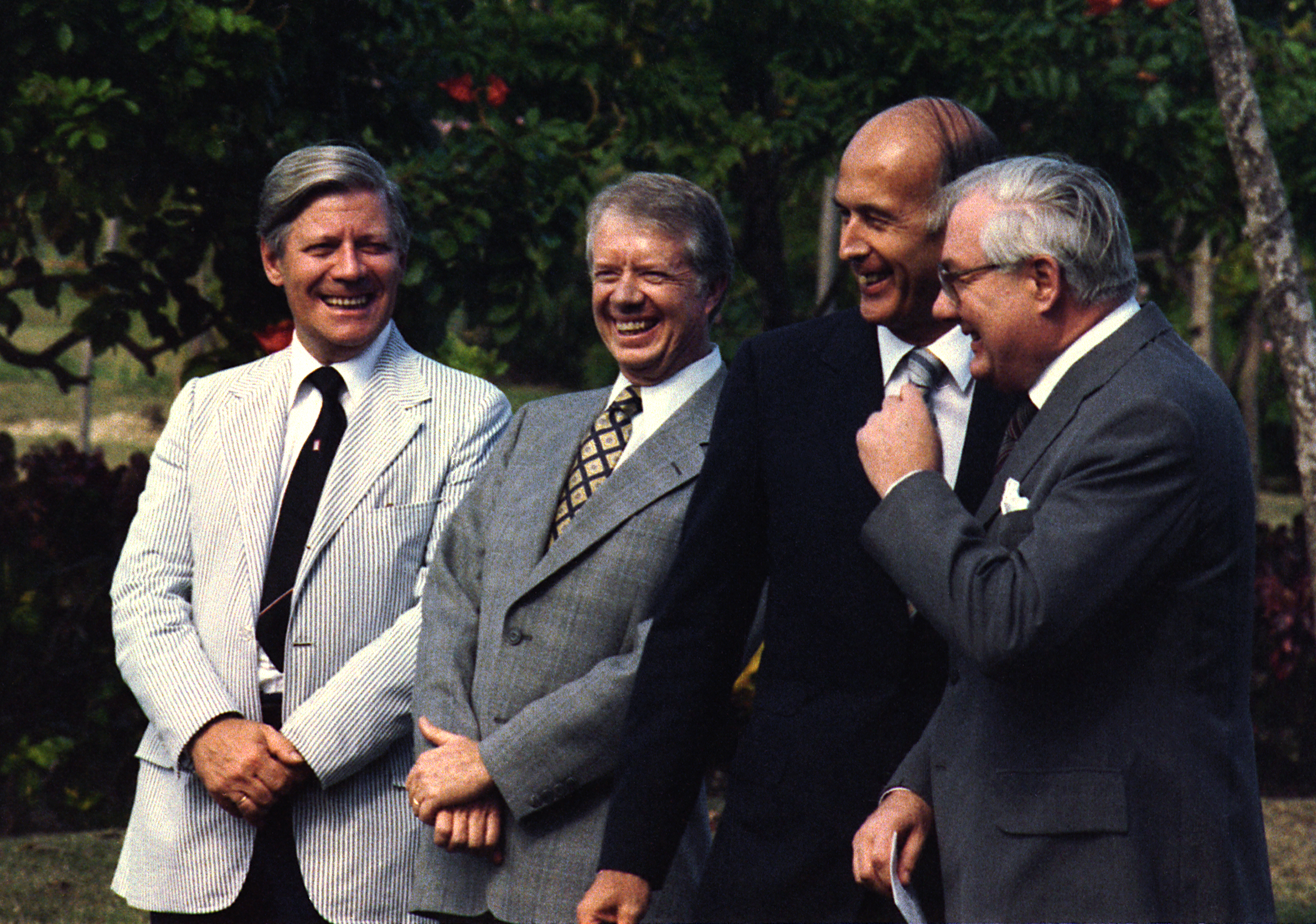
از راست به چپ: کالاهان، ژیسکار دستن، کارتر و اشمیت در کنفرانس گوادلوپ

کنفرانس گوادلوپ (زبان فرانسوی: Conférence de Guadeloupe ) یا نشست گوادلوپ جلسه‌ای بود که از ۴ تا ۷ ژانویه ۱۹۷۹/ ۱۴ تا ۱۷ دی ۱۳۵۷، میان رؤسای دولت ۴ قدرت اصلی بلوک غرب (آمریکا، انگلستان، فرانسه و آلمان غربی) در جزیره گوادلوپ برگزار شد و یکی از موضوعات اصلی آن بررسی وضعیت بحرانی ایران در آن دوران انقلاب ۱۳۵۷- بود.
این جلسه به میزبانی والری ژیسکار دستن رئیس‌جمهور وقت فرانسه در جزیره گوادلوپ که یکی از شهرستان‌های فرادریایی فرانسه در دریای کارائیب است، برگزار شد. در این جلسه، جیمی کارتر رئیس‌جمهور ایالات متحده آمریکا، جیمز کالاهان نخست‌وزیر بریتانیا، هلموت اشمیت صدراعظم آلمان غربی و خودِ ژیسکار دستن حضور داشته‌اند. در این دیدار، بحران سیاسی ایران، جنگ ویتنام و کامبوج، خشونت در آفریقای جنوبی، افزایش نفوذ اتحاد جماهیر شوروی در خلیج فارس، کودتا در افغانستان و خشونت سیاسی در ترکیه مورد بحث و بررسی قرار گرفت. در مورد قریب‌الوقوع بودن سرنگونی محمدرضا پهلوی شاه ایران توافق حاصل شد که در صورت عدم خروج او از ایران، جنگ داخلی تشدید و ممکن است منجر به مداخله شوروی شده و احتمال پیوستن ایران به روسیهٔ کمونیست را به همراه داشته باشد.
به گفتهٔ منوچهر گنجی در این جلسه ژیسکار دستن این نظریه را مطرح کرده بود که «بهتر است شاه هر چه سریعتر ایران را ترک کند». جیمی کارتر بعدها در خاطراتش نوشته بود که او در آن جلسه حمایت بسیار کمی از شاه از رؤسای ۳ دولت دیگر مشاهده کرده و همگی آن‌ها همصدا بوده‌اند که شاه باید در سریعترین زمان ممکن از ایران خارج شود. ویلیام شوکراس هم از خاطرات روزالین کارتر نقل می‌کند که اشمیت و کالاهان در این جلسه بر موقعیت بسیار ضعیف شاه تأکید داشته‌اند. از سویی تحلیل کارشناسان نیز حاکی از آن بود که غرب نگران مداخلهٔ شوروی است و ممکن است که کشوری غنی از نفت به کمونیست‌ها متمایل شود که بی‌شک تهدیدی آشکار برای غرب محسوب می‌شد.
اما ژیسکار دستن در مصاحبه با روزنامه توس در سال ۱۳۷۷ گفته بود که «تنها کشوری که در این جلسه زنگ خاتمهٔ حکومت شاه را به صدا درآورد نمایندهٔ آمریکا بود و معتقد بود وقت تغییر حکومت ایران است به‌طوری که همهٔ ما متحیر و متعجب شدیم. چون تا آن‌جا که ما مطلع بودیم آمریکا پشتیبان حکومت وقت ایران بود…» به گفتهٔ او جیمی کارتر در این جلسه اصرار داشت که هیچ امیدی به بقای حکومت شاه نیست و او از این حکومت حمایت نخواهد کرد و احتمال برقراری یک حکومت نظامی را می‌داد و نخست‌وزیر انگلیس نیز با کارتر در مورد لزوم خروج شاه از ایران هم عقیده بود ولی او و هلموت اشمیت به یک تحول صلح‌آمیز امید داشته و از نظریه آمریکایی‌ها غافلگیر شده بودند.
محمدرضا پهلوی پس از ترک ایران، یک بار هم گفته بود که کارتر مذاکرات محرمانه سران غرب در گوادالوپ را که قرار بود دربارهٔ چین و شوروی باشد به بحث دربارهٔ ناآرامی‌های ایران تبدیل کرده بود و نظر موافق شرکت کنندگان را به رفتن وی از ایران جلب کرده بود. شاه گفته بود که این اطلاعات را از منابع نزدیک به صدراعظم آلمان که در مذاکرات گوادالوپ شرکت کرده بود و نظر دیگری داشت، به دست آورده بود و در این جلسات، ژیسکار دستن رئیس‌جمهور فرانسه از نظر کارتر حمایت کرده بود زیرا که فرانسه به ایران بدهکار بود و می‌خواست که به صورتی این پول را پس ندهد. دولت لندن هم از زمانی که اختلاف آن‌ها با شاه عمیق شده بود کمر به دشمنی با او بسته بود.

## پیامدها
سقوط شاه
رهبران کنفرانس گوادلوپ به شاه پیشنهاد کردند که هر چه زودتر ایران را ترک کند. در پی این دیدار، اعتراضات داخلی و مخالفت با خاندان پهلوی افزایش یافت. پس از پایان کنفرانس، حکومت شاه فروپاشید و او، دومین پادشاه خاندان پهلوی در تاریخ ۱۶ ژانویه ۱۹۷۹، ایران را به تبعید ترک کرد.

## سقوط دولت کالاهان
این نشست همچنین به‌طور غیرمستقیم منجر به شکست جیمز کالاهان در انتخابات چهارماه بعد در برابر مارگارت تاچر شد. چند روز قبل از برگزاری اجلاس از او در حال تفریح و شنا در سواحل گوادلوپ عکسی گرفته شد. این در حالی بود که در همان هفته بریتانیا با تأثیرات اقتصادی یک طوفان شدید زمستانی و اعتصاب رانندگان کامیون دست و پنجه نرم می‌کرد، که منجر به آن شد که از آن فصل به عنوان زمستان نارضایتی یاد شود. پس از بازگشت کالاهان در ۱۰ ژانویه، یکی از مشاوران سیاسی وی به نام تام مک‌نالی، او را متقاعد کرد که برخلاف توصیه دبیر مطبوعاتی نخست‌وزیر، پس از خروج از فرودگاه هیترو لندن یک کنفرانس خبری کوتاه با خبرنگاران منتظر برگزار کند. مک‌نالی معتقد بود که کالاهان می‌تواند با این کار به مردم اطمینان دهد که اوضاع را تحت کنترل دارد اما کنفرانس خبری در عوض به کالاهان آسیب سیاسی زد.
کالاهان در ابتدا بر سفر خود تمرکز کرد و با نشاط اشاره کرد که شنا کردن در آب‌های گرمسیری گوادلوپ چقدر لذت بخش بوده‌است و وضعیت بریتانیا در رسانه‌ها را اغراق‌آمیز خواند و میهن‌پرستی خبرنگاران را مورد تحقیر قرار داد. وی در پاسخ به این سؤال که در مورد افزایش هرج و مرج در بریتانیا چه خواهد کرد، پاسخ داد اگر از بیرون به آن نگاه کنید فکر نمی‌کنم چنین چیزی باشد، و شاید شما دیدگاهی جزئی داشته‌باشید.
روزنامه د سان، این موضوع را در تیتری به عنوان "بحران؟ چه بحرانی؟" تعبیر کرد. محافظه کاران از این عبارت در طول انتخابات آتی و در مبارزات انتخاباتی بعدی بسیار استفاده کردند.